# Sarah Myhre
Sarah E. Myhre es una científica climática, divulgadora y activista por la justicia ambiental estadounidense. Es conocida por su enfoque feminista para la mitigación del cambio climático, y considera necesario que más mujeres lideren la lucha contra el cambio climático. Es fundadora y directora ejecutiva del Rowan Institute, una organización sin ánimo de lucro con sede en Washington D. C. que se enfoca en el liderazgo del cambio climático.

## Trayectoria
Myhre obtuvo su doctorado en ecología en la Universidad de California en Davis, en 2014, estudiando paleo-oceanografía. Su mentora fue Tessa M. Hill. Es investigadora principal en el Project Drawdown, donde investiga la extracción de carbono en el océano. Además de su investigación en ciencias del clima, Myhre aboga por incluir las experiencias humanas y usar la empatía cuando habla sobre el cambio climático, argumentando que las perspectivas humanistas son importantes para abordar el cambio climático. También aboga por un enfoque feminista de la ciencia del clima, llamando a un mayor liderazgo de mujeres científicas y activistas. Myhre argumenta que la ciencia nunca ha sido apolítica, y no puede ser tratada como tal.

### Controversia
En el transcurso de varios años, Myhre ha experimentado un fuerte acoso por su activismo climático. También ha estado públicamente en desacuerdo con el científico climático Cliff Mass, lo que le ha implicado estar más sometida al acoso. Según un post en Grist, Myhre escribió un artículo de opinión criticando el nombramiento de Scott Pruitt en el periódico The Seattle Times, en el que Mass escribió un comentario calificándola de "idealista" y de "no ser una verdadera científica del clima". Otros colegas le han advertido que el liderazgo público sobre el cambio climático es un "suicidio profesional". También se la ha tildado de alarmista climática".

## Reconocimientos
En 2017, la revista Seattle Magazine la incluyó dentro del listado de las Seattleites más influyentes. Al año siguiente, en 2018, la Academia Nacional de Ciencias la nombró Kavli Fellow.